# Саловаара, Аарне
Аарне Ихамо Саловаара (фин. Aarne Ihamo Salovaara; 25 декабря 1887, Роченсальм, Выборгская губерния — 11 сентября 1945, Котка, Кюми) — финский гимнаст и легкоатлет, призёр летних Олимпийских игр.
На Играх 1908 года в Лондоне Саловаара участвовал только в командном первенстве по гимнастике, в котором его сборная заняла третье место. В лёгкой атлетике, он занял четвёртое место в метании копья. В метаниях диска и копья вольным стилем его точное место неизвестно.
На Олимпиаде 1912 года в Стокгольме Саловаара снова вошёл в сборную Финляндии, которая заняла вторую позицию в командном первенстве по произвольной системе.